# Pronatalismus
Der Pronatalismus (lateinisch pro „für“ und natalis „geburtlich, Geburt-“) oder Natalismus ist eine Haltung, die im Privatleben kinderreiche Familien und auf der politischen Ebene das Wachstum der Bevölkerung befürwortet. Das Gegenteil von Pronatalismus ist der Antinatalismus.

## Pronatalismus in der Politik
Einige Staaten verfolgen eine pronatalistische Politik, um ein Schrumpfen der Bevölkerung zu verhindern oder das Wachstum der Bevölkerung zu steigern. Das erste bekannte Beispiel einer pronatalistischen Politik ist die Ehegesetzgebung des Kaisers Augustus, die das Bevölkerungswachstum im Römischen Reich fördern sollte. Das gleiche Ziel verfolgte im 4. Jahrhundert n. Chr. der Kaiser Konstantin. Er führte ein Kindergeld für arme Eltern ein, und das hergebrachte Recht des römischen Familienvaters, ungewünschte Kinder zu töten, schaffte er ab. Die Kirchenväter Augustinus und Hieronymus verurteilten nicht nur die Abtreibung, sondern auch die Empfängnisverhütung, die als „Mord am Ungeborenen“ eingestuft wurde. Trotzdem war beides im mittelalterlichen Europa weit verbreitet. Das änderte sich erst in der frühen Neuzeit, als Bevölkerungswachstum in Europa ein Ziel staatlicher Politik wurde. Die Abtreibung und sogar die Verbreitung des Wissens über Empfängnisverhütung wurden unter Strafe gestellt. Als Folge dieser Politik hat sich die weiße Bevölkerung Europas und Amerikas in hundert Jahren, von 1750 bis 1850, mehr als verdoppelt, während die Bevölkerung Afrikas stagnierte. Erst das Wirken der christlichen Missionare und die Nachfrage der Kolonialherren nach Arbeitskräften verdrängten die vorher ausgeübten Methoden der Geburtenkontrolle und verursachten ein Wachstum, schon bevor durch westliche Medizin die Sterblichkeit abnahm.
Im letzten Drittel des 19. Jahrhunderts wuchs die Bevölkerung in Deutschland und Großbritannien sehr schnell, während sie in Frankreich stagnierte. Dagegen richtete sich das mouvement nataliste, das am Ende des 19. Jahrhunderts in Frankreich entstand. Ihr Dachverband war das 1896 gegründete Nationale Bündnis gegen die Entvölkerung (Alliance Nationale contre la dépopulation). Ihr rührigster Publizist war Fernand Boverat (1885–1962), der Erbe eines reichen Pariser Geschäftsmannes, der 1914 zum Generalsekretär der Alliance Nationale contre la dépopulation bestellt wurde. 1913 veröffentlichte er das Buch Patriotisme et paternité (ein in etwa mit „Vaterländische Leidenschaft und Vaterschaft“ zu übersetzendes Wortspiel), in dem er schon auf dem Titelblatt darauf hinwies, dass Deutschland eine weit höhere Geburtenrate habe als Frankreich. Folglich werde Deutschland für lange Zeit weit mehr Soldaten aufbieten können. Die ersehnte Revanche, die Rückgewinnung der nach dem Deutsch-Französischen Krieg 1871 an Deutschland abgetretenen Gebiete, werde ohne eine Geburtensteigerung in weite Ferne rücken. Boverat wurde Mitglied des Conseil supérieur de la natalité, des staatlichen Beirates zur Geburtenförderung.
Nicht zuletzt unter dem Eindruck der entsetzlichen Opferzahlen im Ersten Weltkrieg und durch den Einfluss der natalistischen Bewegung wurde 1920 ein Gesetz verabschiedet, das ältere Gesetzesbestimmungen zur Bestrafung des Schwangerschaftsabbruches ergänzte, präzisierte und teilweise verschärfte. Es sah Haftstrafen von sechs Monaten bis zu drei Jahren für die Beteiligung an einer Abtreibung vor. Wichtiger und wirksamer als Strafbestimmungen waren die damals ergriffenen Maßnahmen zur Geburtenförderung. Im Zuge der natalistischen Politik wurde – ebenfalls 1920 – die Médaille de la Famille geschaffen.
Eine entschieden pronatalistische Politik wurde in der NS-Zeit in Deutschland betrieben. Dies geschah beispielsweise durch den von der SS getragenen Verein Lebensborn. Außerdem wurde das Mutterkreuz an Mütter mit mindestens vier Kindern verliehen.
Eine Studie der Robert-Bosch-Stiftung ging auch der Frage nach, inwiefern eine pronatalistische Politik nach 1949 in der Bundesrepublik Deutschland Erfolg haben könnte. Es zeigte sich, dass sich kinderreiche Eltern vor allem mehr Geld wünschten, Eltern mit nur einem Kind hingegen wünschten sich bessere Betreuungsmöglichkeiten. Gering Qualifizierte sprachen sich vor allem für mehr finanzielle Unterstützung aus. Höher Qualifizierte wünschen sich vor allem eine bessere Kinderbetreuung. Die Alleinerziehenden haben eine grundsätzlich höhere Erwartung an die Familienpolitik und wünschen sich mehr Hilfen. Laut der Studie könnten pronatalistische Maßnahmen durchaus erfolgreich sein:

„Für die Politik erfreulich ist die Einschätzung von 80 Prozent der Frauen mit (weiterem) Kinderwunsch, daß eine Umsetzung der von ihnen bevorzugten familienpolitischen Maßnahmen es für sie leichter machen würde, so viele Kinder zu bekommen, wie sie möchten. 78 Prozent würden sich »wahrscheinlich für ein (weiteres) Kind entscheiden«, wären die von ihnen bevorzugten Leistungen eingeführt.“

## Pronatalismus in der Religion
Das aus der Jüdischen Bibel übernommene Gebot „Seid fruchtbar und mehret euch“ wurde von den christlichen Kirchenvätern noch verschärft durch das Verbot fast aller Arten der Empfängnisverhütung. Sie begründeten das mit der Geschichte von Onan in 1. Mose 38 . Durch das Gesetz der Leviratsehe war Onan verpflichtet, mit der Frau seines kinderlos verstorbenen Bruders Kinder zu zeugen. Er schlief zwar mit der Witwe, verhinderte jedoch die Empfängnis durch coitus interruptus. Dafür wurde er von Gott mit dem Tod bestraft. Die Kirchenväter leiteten daraus ab, dass jeder Beischlaf, der nicht der Fortpflanzung dient, verwerflich sei. An diesem Grundsatz hielten beide Konfessionen bis ins 20. Jahrhundert fest.
Herwig Birg konnte beobachten, dass fast alle Weltreligionen eine pronatalistische Haltung haben. Dies lässt sich damit erklären, dass religiöse Strömungen, deren biographische Wegweisungen der menschlichen Fortpflanzung gleichgültig oder gar ablehnend gegenüberstehen, im Vergleich zu geburtenfördernden Religionen immer weniger Kinder hervorbringen und kaum kinderreiche Familien ansprechen. Da aber die religiöse Sozialisation schon in der Kindheit beginnt und religiös sozialisierte Kinder nachgewiesenermaßen ihren Glauben auch im Erwachsenenalter eher behalten, werden diese Strömungen schon allein aus demographischen Gründen stärker werden. Religionen hingegen, die antinatalistisch sind – wie zum Beispiel das Shakertum –, sind vom Aussterben bedroht.
Zur biblischen Aufforderung „Seid fruchtbar und vermehrt euch“ siehe Dominium terrae.

## Pronatalismus im 21. Jahrhundert
Vertreter vor allem der US-amerikanischen Tech-Szene bzw. der sog. PayPal-Mafia wie Elon Musk stellen im 21. Jahrhundert prominente Befürworter des Pronatalismus dar. So formulierte Musk im Jahr 2022: „Ein Bevölkerungszusammenbruch aufgrund niedriger Geburtenraten stellt ein viel größeres Risiko für die Zivilisation dar als die globale Erwärmung“. (Dies widerspricht mittelfristig Prognosen der Vereinten Nationen zur Bevölkerungsentwicklung; langfristige Prognosen über mehrere Jahrhunderte seien laut Bevölkerungsforschern „extrem unsicher“.)
Risikokapitalinvestitionen in den Fruchtbarkeitssektor stiegen von 150 Millionen US-Dollar im Jahr 2014 auf 909 Millionen im Jahr 2023. Verbunden mit (erwarteten) Innovationen auf diesem Gebiet ist der so genannte selektive Pronatalismus, der nicht nur eine Zunahme von Geburten, sondern gleichsam eine optimierende Auswahl etwa nach Gesundheit oder Intelligenz fordert. Dies rief Kritik und Vergleiche etwa mit nationalsozialistischer Eugenik hervor. Die vier Kinder von Simone und Malcolm Collins, Gründer der Pronatalist Foundation, waren beispielsweise nach vorherigen Gentests geboren, die „dümmere und kränkere“ Embryos aussortiert hatten.